# The Neighbourhood
The Neighbourhood (auch The NBHD) ist eine US-amerikanische Alternative-Rock-Band, welche im August 2011 von Sänger Jesse Rutherford, den Gitarristen Jeremy Freedman und Zach Abels und dem Bassisten Mikey Margott gegründet wurde. Nach der Veröffentlichung der EPs I’m sorry... und Thank you wurde am 23. April 2013 ihr erstes Studioalbum I love you. veröffentlicht. Ihr zweites Studioalbum Wiped Out! erreichte Platz 13 der Billboard Charts.

## Geschichte
Anfang 2013 stieg Sweater Weather an die Spitze der Billboard Alternative Charts. Am 16. April 2013 kündigte das Musikmagazin Rolling Stone das Studioalbum I love you. an und beschrieb dieses als dunkel und stimmungsvoll. Die Band ist für ihre Schwarz-Weiß-Bilder und Videos bekannt. Diese Idee entstand, da Sänger Jesse Rutherford farbenblind ist. Die EP The love collection enthält die Lieder West Coast, No Grey und $TING. Im März 2014 wurde außerdem das nächste Album mit dem Titel Black and White angekündigt, welches unter anderem den Song Jealou$y enthielt. Des Weiteren erschien ihr Song Honest auf dem Soundtrack von The Amazing Spider-Man 2: Rise of Electro. Im November 2014 veröffentlichten sie ihr Mixtape mit dem Titel #000000 & #ffffff. Ihr zweites Album Wiped Out! ist am 30. Oktober 2015 erschienen. Im November 2022 wurde Schlagzeuger Brandon Fried aus der Band entfernt, nachdem er María Zardoya von der kalifornischen Indie-Band The Marías in einer Bar sexuell belästigt hatte. Im Februar desselben Jahres wurde berichtet, dass die Band auf unbestimmte Zeit eine Pause einlegt.

## Tourneen
Nach der Veröffentlichung des Albums I love you trat The Neighbourhood beim Coachella Valley Music and Arts Festival 2013 auf. Die Band spielte außerdem den Song Afraid in einer von Live Nation gesponserten Show am SXSW im März 2013. Am 23. April 2013 kündigte The Neighbourhood ihre Sommertour The Love Collection Tour mit den Bands Lovelife, The 1975 und JMSN an. Am 30. Mai 2013 kündigte die Band eine Tour mit den Imagine Dragons von Juli bis September 2013 an. Im November 2013 trat sie zusätzlich beim Coastline Festival in Florida auf. Am 8. Dezember 2013 eröffnete sie Not so silent night für Bastille, Arcade Fire, Alt-J, Phoenix und Lorde. Im August 2014 traten sie am Frequency auf.
Ihre zweite Tournee, Wiped Out!, führte die Band 2016 durch die USA, Kanada und Europa.

## Diskografie
Studioalben

| Jahr | Titel Musiklabel                                                                                            | Höchstplatzierung, Gesamtwochen, AuszeichnungChartplatzierungen (Jahr, Titel, Musiklabel, Platzierungen, Wochen, Auszeichnungen, Anmerkungen) | Höchstplatzierung, Gesamtwochen, AuszeichnungChartplatzierungen (Jahr, Titel, Musiklabel, Platzierungen, Wochen, Auszeichnungen, Anmerkungen) | Höchstplatzierung, Gesamtwochen, AuszeichnungChartplatzierungen (Jahr, Titel, Musiklabel, Platzierungen, Wochen, Auszeichnungen, Anmerkungen) | Höchstplatzierung, Gesamtwochen, AuszeichnungChartplatzierungen (Jahr, Titel, Musiklabel, Platzierungen, Wochen, Auszeichnungen, Anmerkungen) | Höchstplatzierung, Gesamtwochen, AuszeichnungChartplatzierungen (Jahr, Titel, Musiklabel, Platzierungen, Wochen, Auszeichnungen, Anmerkungen) | Anmerkungen                                                |
| Jahr | Titel Musiklabel                                                                                            | DE | AT | CH | UK | US | Anmerkungen                                                |
| ---- | --- | --- | --- | --- | --- | --- | ---------------------------------------------------------- |
| 2013 | I Love You. Columbia Records (Sony)                                                                         | — | — | — | UK72 Gold · (1 Wo.)UK | US25 Platin · (54 Wo.)US | Erstveröffentlichung: 19. April 2013 Verkäufe: + 1.225.000 |
| 2015 | Wiped Out! Columbia Records (Sony)                                                                          | — | — | — | UK86 Gold · (1 Wo.)UK | US13 Gold · (4 Wo.)US | Erstveröffentlichung: 30. Oktober 2015 Verkäufe: + 717.500 |
| 2018 | The Neighbourhood auch bekannt als: Hard to Imagine The Neighbourhood Ever Changing Columbia Records (Sony) | — | — | CH60 a (20 Wo.)CH | UK— GoldUK | US61 Gold · (1 Wo.)US | Erstveröffentlichung: 9. März 2018 Verkäufe: + 765.000     |
| 2020 | Chip Chrome & the Mono-Tones Columbia Records (Sony)                                                        | — | — | — | — | — | Erstveröffentlichung: 13. November 2020 Verkäufe: + 20.000 |